# Belgisch kampioenschap crosstriatlon
Het Belgisch kampioenschap crosstriatlon is een kampioenschap georganiseerd door Belgian Triathlon (Be3). Het eerste Belgisch kampioenschap werd georganiseerd in De Haan in 2012.

## Resultaten

### Heren
| Jaar | Locatie    | Goud         | Zilver             | Brons              |
| ---- | ---------- | ------------ | ------------------ | ------------------ |
| 2012 | De Haan    | Kris Coddens | Paul Embrechts     | Ruben Geys         |
| 2017 | Namen      | Yeray Luxem  | Geert Lauryssen    | Sylvain Denis      |
| 2018 | Oudenaarde | Yeray Luxem  | Wouter Vander Mast | Matthias Allegaert |

### Dames
| Jaar | Locatie    | Goud               | Zilver         | Brons           |
| ---- | ---------- | ------------------ | -------------- | --------------- |
| 2012 | De Haan    | Lieselot Bossuyt   | Danielle Deley |                 |
| 2017 | Namen      | Christine Verdonck | Ine Couckuyt   | Karen Stuers    |
| 2018 | Oudenaarde | Ine Couckuyt       | Joke Coysman   | Valerie Vincent |

American football · Atletiek (indoor · outdoor · 10 km · 1/2 marathon · marathon · veldlopen · meerkamp) · Autosport (rally) · Badminton · Basketbal (heren · dames) · Baseball · Beachvolleybal · Biljart (driebanden) · Dammen · Futsal · Gymnastiek (acro · trampoline) · Handbal (heren · dames) · Hockey (heren · dames) · IJshockey · Korfbal (zaal · veld) · Krachtbal · Kunstschaatsen · Motorcross (trial · zijspan) · Schaatsen · Schaken · Snooker · Squah · Strandvoetbal · Triatlon (sprint · middenafstand · olympische afstand · mixed relay · ploegen · cross) · Voetbal (heren · dames) · Waterskiën (racing) · Volleybal (heren · dames) · Wielrennen (tijdrijden · weg · piste · gravel · veld · mountainbike · BMX) · Zaalhockey (heren · dames) · Zaalvoetbal